# 戴瑋麟
戴瑋麟（Tai William，1997年3月30日—）台灣競速溜冰和競速滑冰運動員，目前就讀正修科技大學。國際滑冰總會宣布因為俄羅斯無法參賽，2018年冬季奧林匹克運動會1500公尺項目參賽資格由候補第三順位的戴瑋麟取得，成為代表團第4位成員。

## 賽事成績
- 2018年冬季奧林匹克運動會競速滑冰比賽男子1500公尺第34名[3]